# 學甲中社
學甲中社是臺灣臺南市學甲區的一個傳統地域名稱，舊時學甲十三庄之一，本在學甲西明里一帶，現已歸為明宜里，但也有部分在仁得里，亦屬於慈濟宮8區中的中角選區。

## 地理位置
位處於學甲市區中心及偏北一帶，最早移居此區者為謝姓，其開基祖先謝新凱，於台灣鄭氏時代（1662 年），已遷居學甲社，約今學甲濟生路謝天財店前，分布區涵蓋於慈濟宮四周。
學甲原本為西拉雅族的舊地稱，其自慈濟宮以西起，含宋江館（即田都元帥廟）周圍一帶舊時稱「中社」，據民國40年（1951年）8月〈 臺南縣村里調查表 〉寫:「 居住學甲慈濟宮邊，故取名中社，多住陳姓王姓。」  今日的濟生路上的田都元帥廟，其廟名乃冠為「 中社宋江館 」。

## 建庄脈絡
清康熙22年（1683）金門 螺嶼鄉（今烈嶼鄉）莊朴直攜子莊盛德由洲仔尾遷墾此地，故尊莊朴直為開臺祖；2世莊盛德娶洲仔尾歐氏為妻，並奉岳父母及外家祖先祿位，稱「間仔祖」，後生6子：莊支益、莊支全、莊支喜、莊支歡、莊支 拾、莊支合等，此即「六房頭」。
從學甲慈濟宮的「慈濟宮緣業碑記」中記載，碑末書有「慈濟宮十二境眾仝立」，由此碑證，清康熙32年（1693）前，此處應已有人居住。另據清余文儀《續修臺灣府志》中，記載「橋梁 」一節中所述：「蚊港渡在鹽水西學甲社，縣西南□十里。」此時學甲以「社」名出現，或可推論此時此地仍有平埔社民。

## 聚落角頭與宗教信仰
中社庄境內有6個角頭分別是：煥昌、錦繡角、三角仔、中角謝、中角羅、中社陳。
煥昌有兩間角頭廟分別為文衡殿（主祀為關聖帝君）以及鎮壽殿（主祀為神農大帝）；錦繡角與中角羅沒有角頭廟；三角仔為清保宮（早期稱清尚寺，主祀為清水祖師）； 中角謝為謝府元帥壇（主祀為謝府元帥）；中社角為宋江館（主祀為田都元帥壇）。

## 圖集

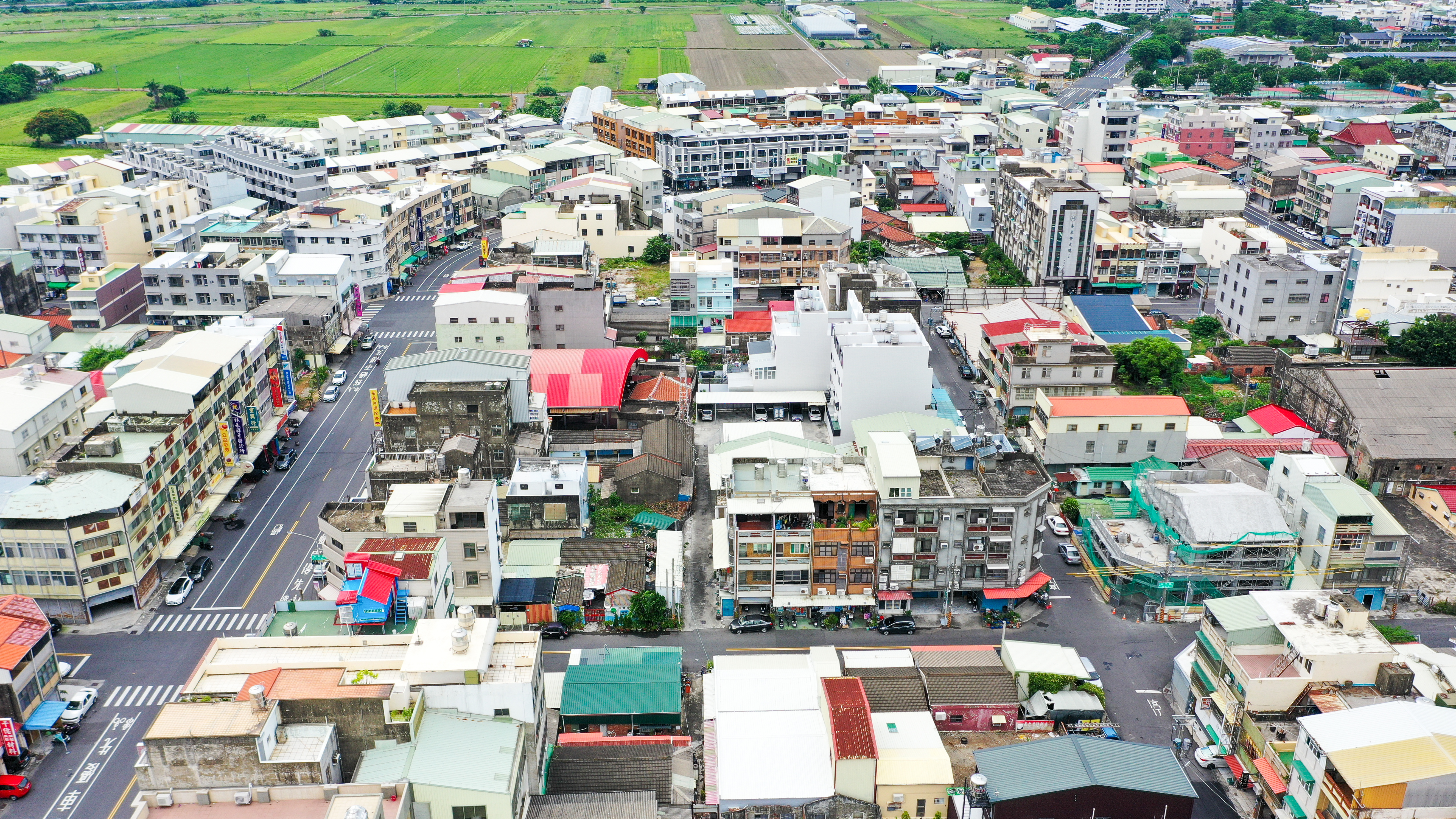
學甲中社-聚落全區空照
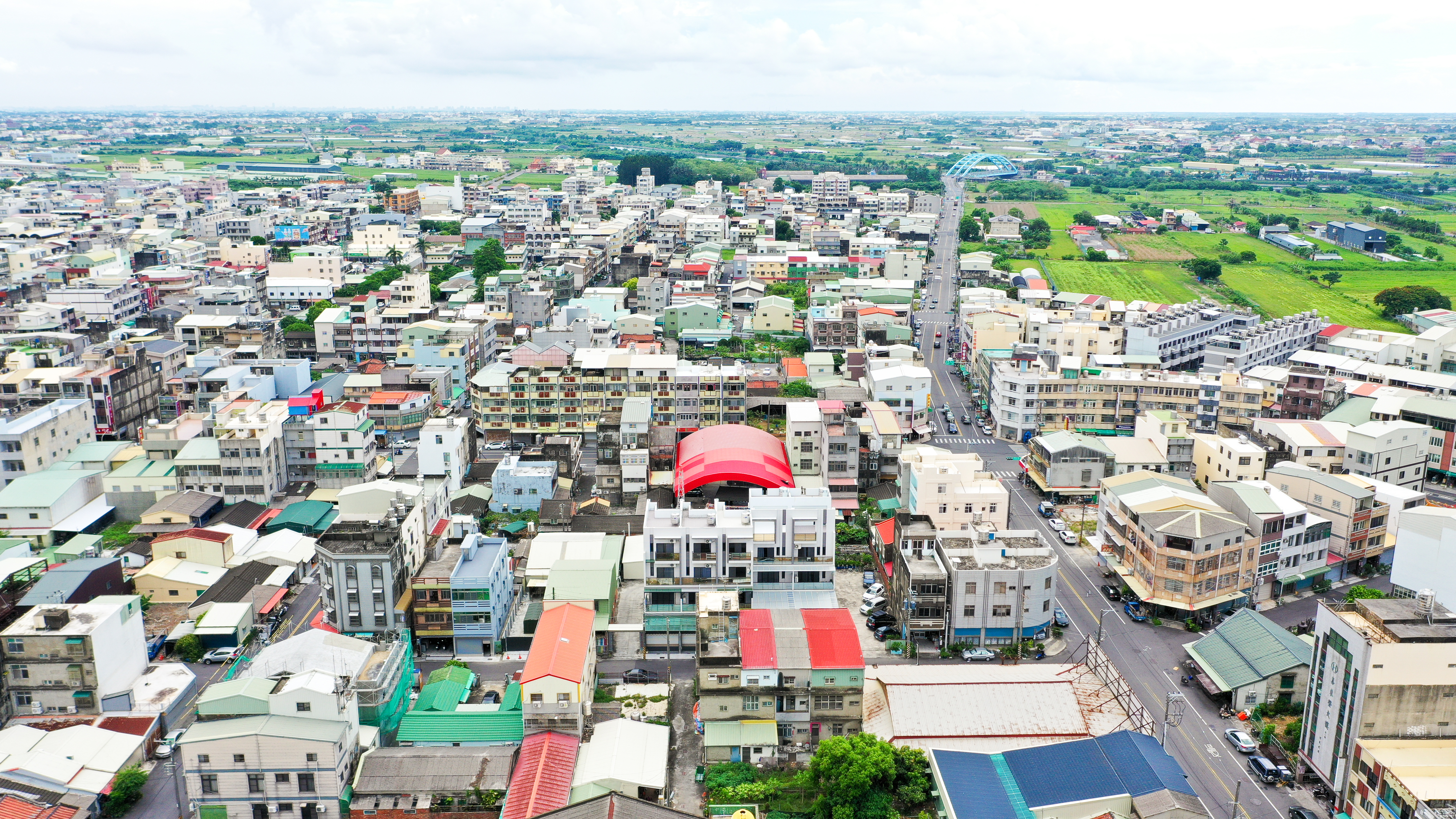
學甲中社-屋舍鳥瞰
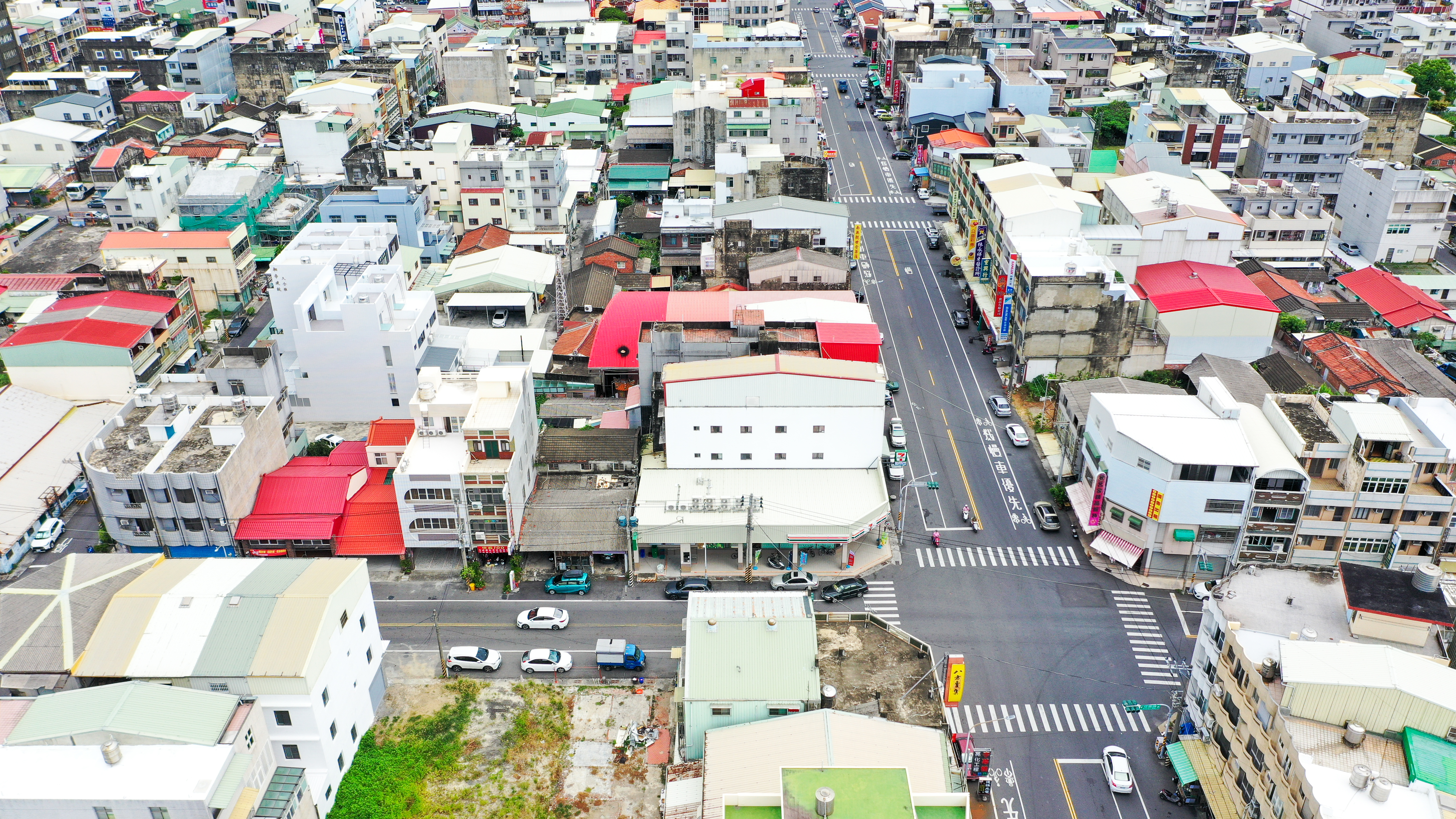
學甲中社-主要道路空照
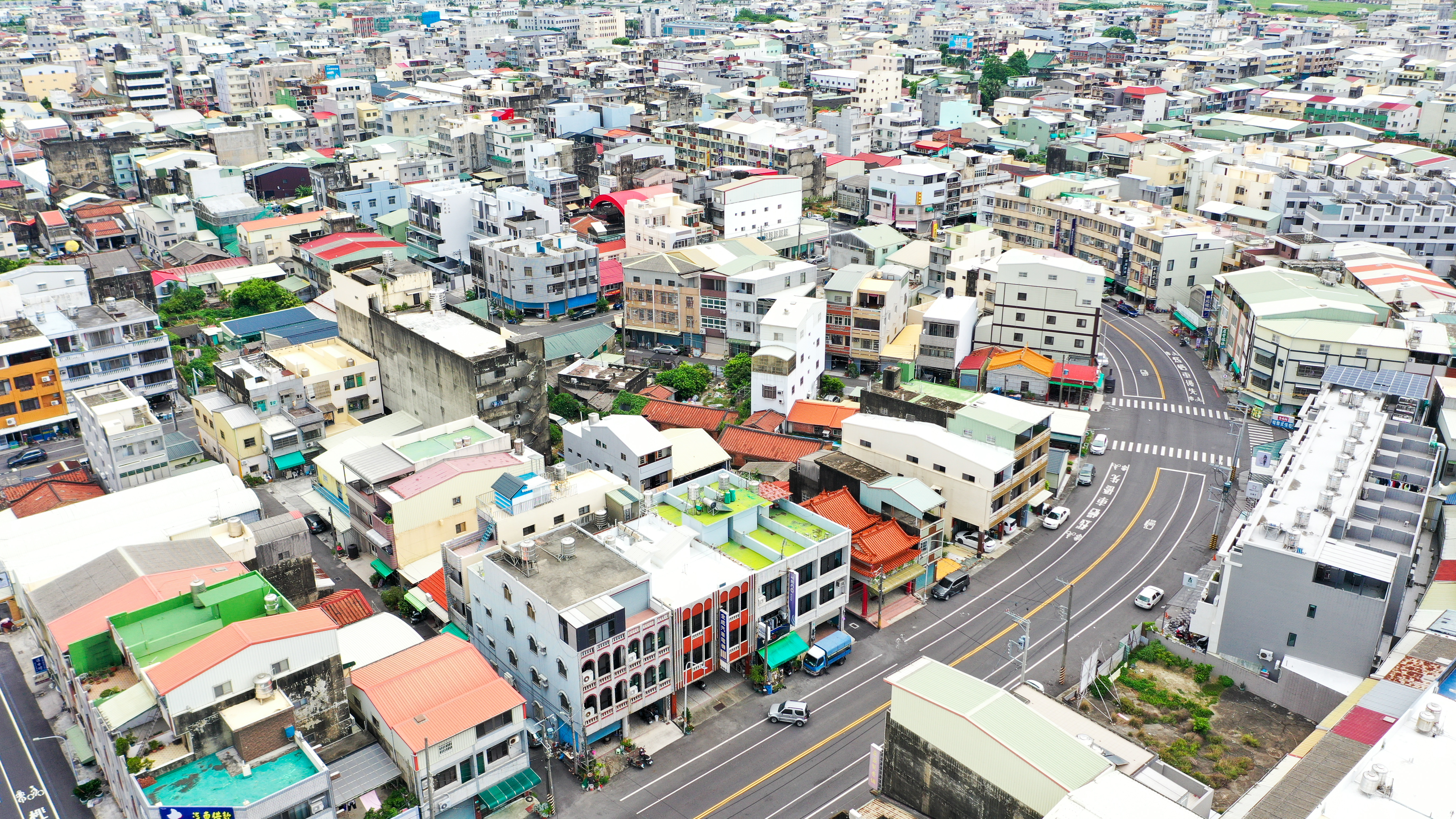
學甲中社 - 三角仔
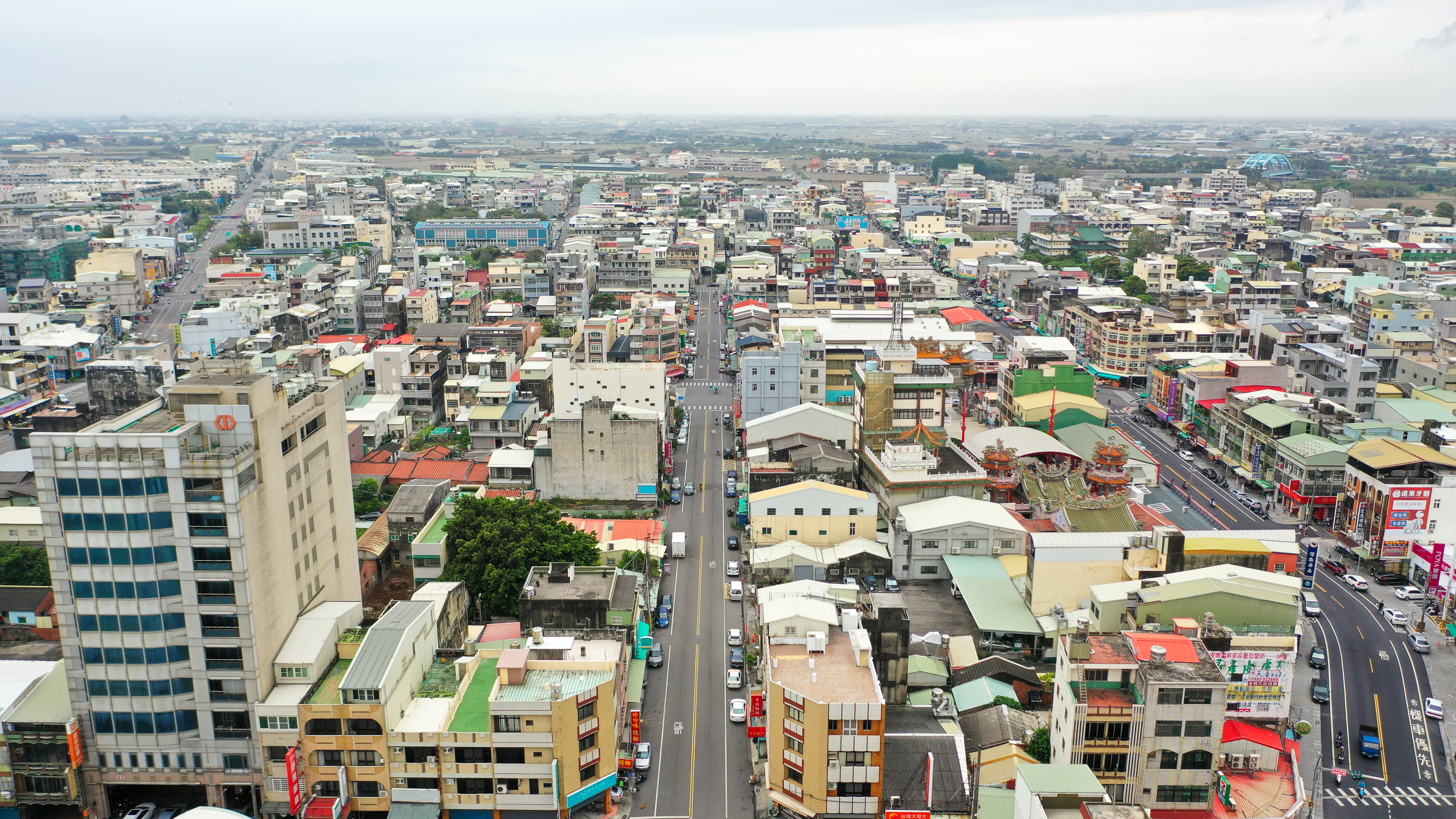
學甲中社 - 中角謝
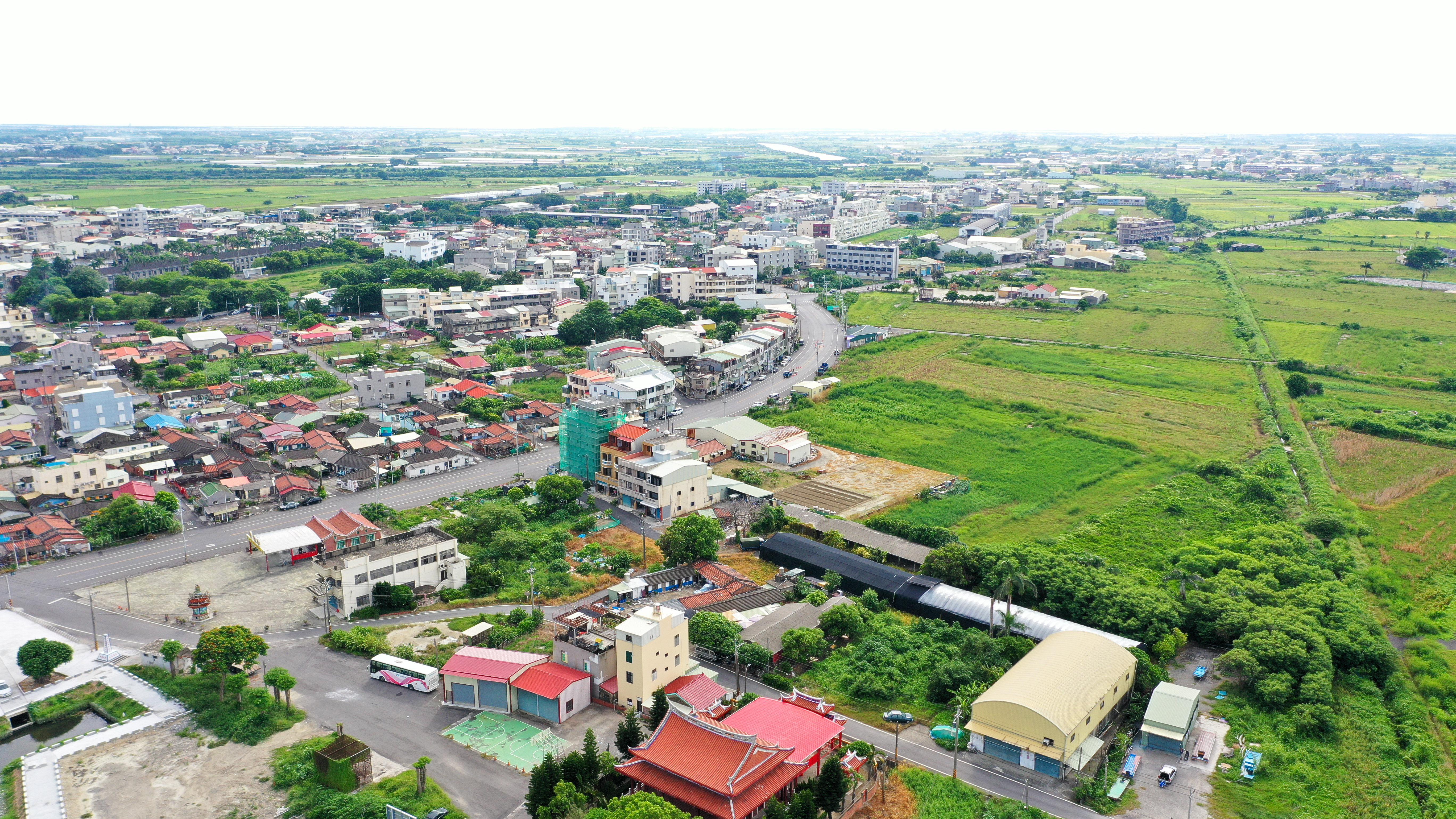
學甲中社 - 煥昌
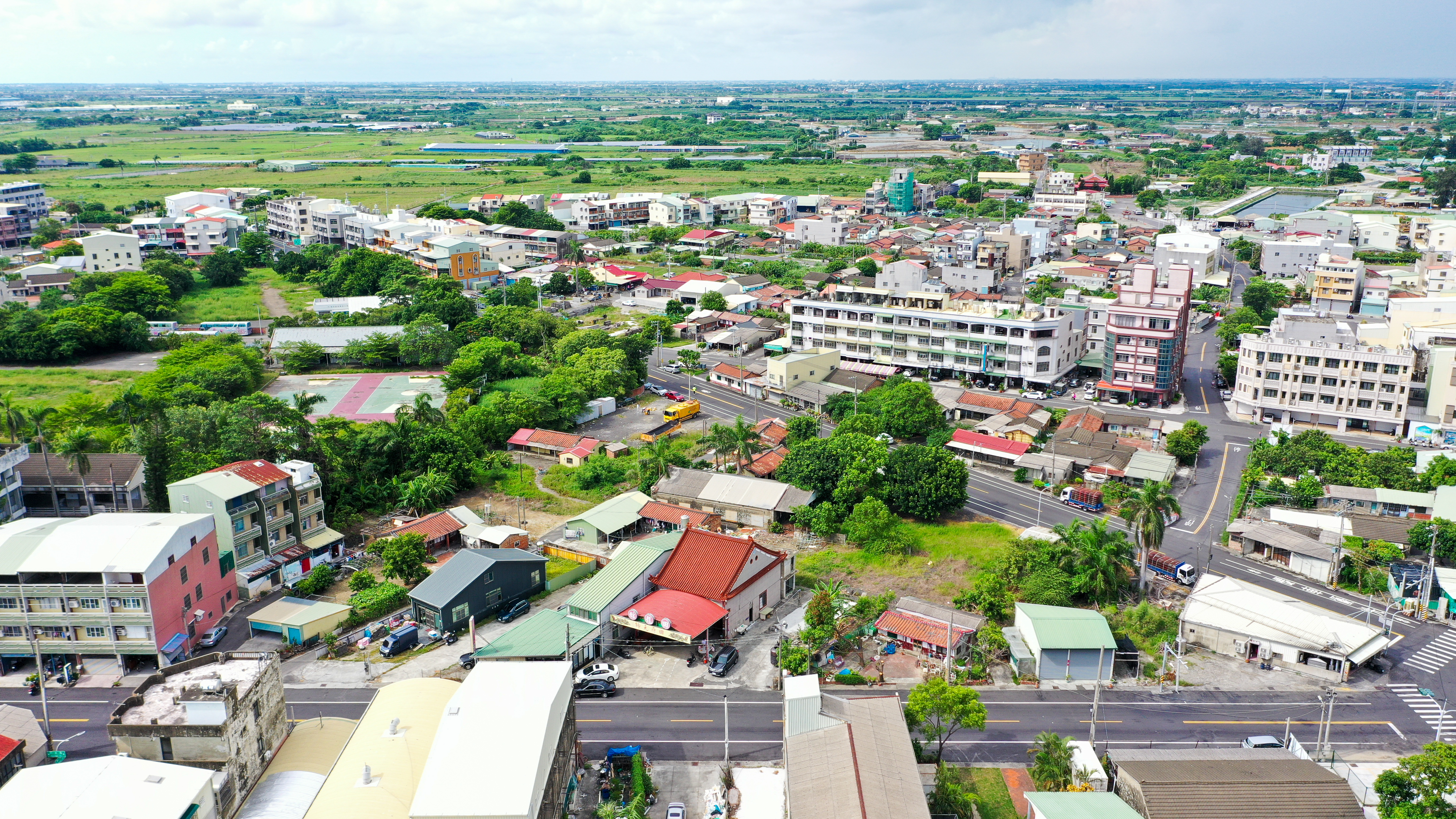
學甲中社 - 錦繡角